# Casa l'Euduvigis
La Casa l'Euduvigis és una obra de la Galera (Montsià) inclosa a l'Inventari del Patrimoni Arquitectònic de Catalunya.

## Descripció
Edifici entre mitgeres de planta baixa, pis i golfes. La planta baixa s'utilitza com a magatzem en tota la seva alçada a la part central de l'edifici, i les parts laterals tenen una planta intermèdia que s'obre al carrer amb dos balcons. La planta primera té tres balcons que s'alineen amb les obertures inferiors. Les golfes també tenen tres obertures quadrades, però de dimensions molt petites. La façana posterior mira als cultius. Al damunt de la porta d'entrada hi ha una gran llinda de pedra amb la data de construcció: 1844.